# 寺之内
寺之内（てらのうち）は京都市上京区の堀川紫明から堀川上立売周辺の寺町ないし、その周辺を東西に通る通り（寺之内通）。
豊臣秀吉による京都改造によって寺院が集められた。日蓮宗系寺院が多い。聚楽第北方の防衛ラインとして設けられたとの説もある。

## 寺之内通
寺之内通（てらのうちどおり）は、京都市内の東西の通りの一つ。通りの東端は烏丸通、西端は御前通の西で廬山寺通に合流する。全長約2.2km。
豊臣秀吉の京都改造による天正年間の開通とされるが、大宮通周辺では、大徳寺敷地の南限を画した安居院大路（あぐいおおじ）に比定され、安居院大路はまた古代条里の里間道路とも推定される。また、室町通の近傍では、持明院殿の北側の東西路である持明院北大路にあたるとされる。
江戸時代の地誌では、西は千本通までとされるが、千本通から西の延長は『洛中絵図』では、紙屋川を渡る高橋（現在の寺之内橋）まで通じている。
昭和3年（1928年）に紙屋川以西が廬山寺通に改称・編入された。烏丸通・新町通間、七本松通・千本通間は、第二次世界大戦中に防災道路とし寺之内通以南が拡幅された新町通、七本松通と接続する形で拡幅された。
宝鏡寺の東側を南北に流れていた小川（こかわ）には百々橋（どどばし）が架けられていたが、昭和38年（1963年）に小川は埋め立てられ、百々橋も撤去された。昭和50年（1975年）に撤去された橋の石材を利用して洛西ニュータウン内の公園に橋が移築された。

## 周辺の主な施設
- 具足山妙顕寺
- 卯木山妙蓮寺
- 叡昌山本法寺
- 西山宝鏡寺（人形寺）
- 円通山興聖寺（織部寺）
- 表千家不審菴
- 裏千家今日庵
- SCREENホールディングス 本社
- 京都市立室町小学校
- 同志社大学烏丸キャンパス - 京都市繊維技術センター跡地であり、同志社大学今出川キャンパスから北に約300mの位置にあるキャンパス。今出川キャンパスに加え、新町キャンパス、室町キャンパスとともに、同志社大学 今出川校地として一体的な運用がなされている。